# Psykodynamisk psykoterapi
Psykodynamisk psykoterapi (PDT) är en grupp psykologiska behandlingsmetoder som bygger på såväl psykodynamisk och psykoanalytisk teoribildning som modern forskning. Den teoretiska förklaringen av psykiska besvär bygger således på både antaganden som gjorts i den psykodynamiska teorin såväl som hur modern forskning tolkas inom ramen för den psykodynamiska teorin.
Termen PDT är idag att betrakta som ett paraplybegrepp för en rad psykologiska behandlingsmetoder med mindre inbördes skillnader. (På samma sätt som också termen kognitiv beteendeterapi (KBT) är ett paraplybegrepp för sinsemellan något olika terapier.)
Kunskapsbasen för PDT utvidgas ständigt. Moderna varianter av metoden bygger även på modern forskning, till exempel anknytningsteori, emotionsforskning och mentaliseringsteori.

## Bakomliggande teori
I och med att PDT är ett paraplybegrepp kan de bakomliggande teorierna variera och ingen teori gäller för alla inräknade terapier.

### Konflikttriangeln
Konflikttriangeln handlar om att vissa känslor kan ha blivit förknippade med mer obehagliga känslor, vilket då gjort att vi känner en annan känsla när den första triggades. Ett exempel på detta är att en person som visat glädje fått utskällningar av detta, vilket gjort att personen då känner skam kopplat till glädjen. Detta medför, enligt hypotesen om konflikttriangeln, att glädjen kommer hämmas och att en annan känsla kommer framhävas istället, exempelvis ilska. Glädjen i det här fallet är den primära känslan (även kallad adaptiv affekt), skammen är en hämmande affekt som leder till ett försvar; ilskan. Begreppet "adaptiv affekt" bygger på att känslor har en funktion i att signalera behov. Begreppet "hämmande affekt" bygger på att skammen hämmar den adaptiva affekten. Detta blir då en konflikt mellan den adaptiva affekten och den hämmande affekten, som mynnar ut i ett försvar (ilskan, i exemplet ovan). Utifrån PDT ses detta som problematiskt då man tänker att den adaptiva affekten aldrig kommer fram och att man därför inte får signalen om sina behov, som affekten hade inneburit, och att man därför inte kan tillfredsställa dem. 

### Överföring och motöverföring
Dessa två begrepp är två sidor av samma mynt. Överföring handlar om att en patient upprepar sina relationsmönster gentemot terapeuten. Motöverföring är när terapeuten svarar på överföringen genom att omedvetet anamma den roll som patienten överför på denne. Exempelvis kan en kvinnlig patient agera gentemot sin terapeut så som hon agerar gentemot sin pappa, enligt hypotesen om överföring.

### Antaganden i psykodynamisk psykoterapi
- ett uttalat fokus på lösning av intrapersonella och interpersonella medvetna, förmedvetna och omedvetna konflikter.[2]
- att en del av människans själsliv är omedvetet, det vill säga det är inte omedelbart tillgängligt för introspektion och reflektion.
- en människas handlingar och reaktionsmönster kan påverkas av omedvetna motiv och önskningar.*
- det mänskliga psyket är ett sammanhängande system och psykiska problem måste förstås i sitt vidare sammanhang.*
- tidigare erfarenheter har betydelse för individens sätt att handla, reagera och förstå sin livsvärld i nuet.*
- individen påverkas av sina relationer, såväl pågående som avslutade.*
- för att förstå en människas situation och problematik måste terapeuten ta hänsyn till varje individs specifika livssituation och -historia.*

*Dessa är inte exklusiva för psykodynamisk terapi, utan antas även i bland annat KBT.

## Metod och tillvägagångssätt
PDT kan se olika ut beroende på vem som behandlas, vilken terapeut man går till samt vad målet är. Det typiska är att terapeut och klient träffas en eller två gånger i veckan. Behandlingens längd kan variera, från 10–12 möten till behandlingar över flera år. Målet för PDT är konfliktlösning, det vill säga att problemen försvinner eller kraftigt minskar i betydelse. Lösandet av konflikter återspeglas i minskad ångest och leder till förbättrat intrapsykiskt och interpersonellt fungerande. PDT syftar samtidigt mot självförståelse, mognad och upplevelsen av att kunna kontrollera sitt liv, det vill säga "agenskap" (Sense of agency).
Terapeuten och klienten går i de första bedömningssamtalen igenom vilka problem klienten har, och terapeuten får också bilda sig en översiktlig uppfattning om klientens liv. Terapeuten redogör för vilka villkor han eller hon ställer för att psykoterapi skall bli meningsfull och tar ställning till om dessa är uppfyllda. Om så är fallet påbörjas psykoterapeutisk behandling.
Psykodynamiska terapeuter lägger stor vikt vid relationen som utvecklas mellan terapeut och klient, och hur klientens problematik manifesterar sig i relationen. Patientens överföring, terapeutens motöverföring, motstånd, ramar, rambrott och bastioner är här för psykodynamikern centrala begrepp. Med utgångspunkt i hypotesen om psykisk determinism antas saker som att om patienten kommer sent en gång är detta meningsbärande och bör därför bearbetas under sessionen.

## Förekomst
Två tredjedelar av alla legitimerade psykoterapeuter i Sverige har psykodynamisk skolning.

## Psykodynamisk terapi i jämförelse med andra psykoterapier

### Kognitiv beteendeterapi
KBT:s verkningsmekanism uppfattas vara förändring till ett mer ändamålsenligt beteende. Med beteende avser man i "tredje vågens KBT" både yttre och inre beteende. Inre beteende inkluderar tankar, känslor och kroppsreaktioner.
PDT, vari psykoanalys inkluderas, ser lösning av konflikter som sitt medel för förändring. Huvudfokus har av tradition legat på lösandet av omedvetna konflikter. Dock har man inom psykodynamisk teoribildning uppmärksammat behovet av att i dessa dagar lägga ett större fokus också på medvetna och förmedvetna konflikter. Ytterligare interna synpunkter har varit att PDT ofta, till följd av brister i överenskommen struktur och/eller brister i vidmakthållande av överenskommen struktur, i för liten utsträckning uppmärksammat såväl terapeutens som den hjälpsökandes faktiska beteenden, varför man återkommande missat de konflikter man varit satt att adressera.
KBT använder till skillnad från PDT inte begreppet konflikt i sin teoribildning. Enstaka försök har skett att efter KBT lägga till en korttids psykodynamisk konfliktfokuserad terapi.

### Metakognitiv terapi
Metakognitiv terapi bygger på idén om att psykisk ohälsa grundas i ett utdraget fokus på det negativa. Detta kan ske genom bland annat oro, ruminering, hotmonitorering eller coping-strategier som gör att fokuset på det negativa bibehålls. Detta menas bland annat bero på antaganden om att det är användbart att exempelvis oroa sig. I teorin ges även exekutiva förmågor utrymme, specifikt uppmärksamhetsförmåga, där man menar att de spelar roll för hur pass någon kan rikta fokus till eller från negativa tankar. I terapin utmanas dessa antaganden, uppmärksamhetsförmågan och man får lära sig hantera tankar som dyker upp så att de inte får en avsevärd inverkan på hur man mår.
En coping-strategi som inte fungerar är att försöka trycka bort negativa tankar, vilket enbart ökar tankens utrymme hos individen. Att inte försöka trycka bort den kan därför få den att släppa av sig själv. Samma princip kan sägas gälla för känslor, vilket liknar det som postuleras om försvar i PDT. Lösningen att inte fly (att närma sig känslorna eller att använda de metakognitiva tekniker som lärs ut inom metakognitiv terapi) dem kan därför ha effekten att de släpper av sig själva, vilket då blir något gemensamt för de två psykoterapierna.
Skillnader mellan terapierna kan innefatta den neuropsykologiska träningen av uppmärksamhet och den konkreta tekniken för att hantera påträngande tankar.

### Psykoanalys
Med psykoanalys avses vanligen en psykodynamiskt orienterad terapi som pågår under flera år och där klienten och terapeuten träffas tre till fem gånger i veckan. Ofta säger man att patientens under terapi liggande ställning med terapeuten utom synhåll bakom, tillsammans med den höga samtalsfrekvensen, förtydligar att det handlar om psykoanalys. Särskiljandet av psykoanalys och PDT har dock kritiserats för att vare sig vara möjligt eller meningsfullt. Man har i detta sagt att det går utmärkt att låta klienten ligga ner också i PDT en till två gånger i veckan, och påmint om att psykoanalysens fader Sigmund Freud kom att kalla sitt livsprojekt Psykoanalytisk terapi.

## Psykodynamisk terapis konkurrenskraft
Medan andra psykologiska behandlingsformer har utvärderats enligt traditionellt vetenskapliga metoder under ett par decennium har företrädare för PDT inte varit lika flitiga på forskningsfronten. Under de senaste åren[när?] har det dock kommit allt fler studier som med hjälp av vedertagna vetenskapliga metoder visat att PDT har goda effekter vid ett flertal psykiska problem. I maj 2012 har Socialstyrelsen fastslagit att PDT är likvärdig med KBT då det gäller behandling av depression.

## Kända psykodynamiska teoretiker
Till den psykodynamiska skolans mest kända teoretiker hör Sigmund Freud, Carl Gustav Jung, Melanie Klein och Anna Freud.